# Valencin
Cet article possède un paronyme, voir Valençay.
Valencin est une commune française située dans le département de l'Isère en région Auvergne-Rhône-Alpes.

## Géographie

### Localisation
Valencin est un village qui se situe dans le centre est de la France, dans la région Auvergne-Rhône-Alpes
Le village se trouve plus précisément au niveau local sous le nom Bas-Dauphiné également dénommé Nord-Isère et inscrit dans les Balmes Viennoise à mi chemin entre Vienne et Bourgoin-Jallieu. La commune fait partie de la communauté de communes des collines du nord Dauphiné et dans le canton d'Heyrieux. Sa superficie et de 963 hectares son Bourg s'étend sur une colline à deux versant Nord et Sud pour une altitude de 380 mètres.

### Communes limitrophes
Le village est limitrophe de sept communes : de l'est au sud-est se situent Diemoz et Saint-Georges-d'Espéranche. Au sud sud-ouest se situent les communes de Saint-Just-Chaleyssin, Luzinay et Chaponnay. Puis en partant du nord jusqu'au nord-est Saint-Pierre-de-Chandieu et Heyrieux.

### Climat
Pour des articles plus généraux, voir Climat d'Auvergne-Rhône-Alpes et Climat de l'Isère.
En 2010, le climat de la commune est de type climat océanique altéré, selon une étude du Centre national de la recherche scientifique s'appuyant sur une série de données couvrant la période 1971-2000. En 2020, Météo-France publie une typologie des climats de la France métropolitaine dans laquelle la commune est dans une zone de transition entre le climat semi-continental et le climat de montagne et est dans une zone de transition entre les régions climatiques « Bourgogne, vallée de la Saône » et « Moyenne vallée du Rhône ». 
Pour la période 1971-2000, la température annuelle moyenne est de 11,5 °C, avec une amplitude thermique annuelle de 17,9 °C. Le cumul annuel moyen de précipitations est de 903 mm, avec 8,7 jours de précipitations en janvier et 6,5 jours en juillet. Pour la période 1991-2020, la température moyenne annuelle observée sur la station météorologique de Météo-France la plus proche, « Luzinay », sur la commune de Luzinay à 5 km à vol d'oiseau, est de 12,7 °C et le cumul annuel moyen de précipitations est de 928,1 mm,. Pour l'avenir, les paramètres climatiques de la commune estimés pour 2050 selon différents scénarios d'émission de gaz à effet de serre sont consultables sur un site dédié publié par Météo-France en novembre 2022.

### Hydrographie
Le territoire communal est traversé dans sa partie méridionale par la rivière de Césarges aussi appelée torrent de Césarges qui rejoint la Véga ou rivière de Septème, la Gère puis le Rhône au sud du mont Salomon à Vienne. Au nord-est coule le ruisseau de l'Ozon qui se jette directement dans le Rhône au niveau de Sérézin du Rhône enfin la Sévenne qui part de l'étang Combe d'Artas pour aller directement au Rhône a Vienne au nord du mont Salomon.

### Voies de communication et transport

#### Voies routières
Le territoire de la commune est traversé par la route départementale 53 (RD53) qui la relie à la commune de Saint-Agnin-sur-Bion, selon un axe est-ouest.

#### Transport Interurbain
Le village est desservi par le réseau de transport de l'Isère (TransIsère) par le transporteur Faure.
SYTRAL Mobilités, Autorité organisatrice des mobilités des territoires lyonnais met à disposition une ligne régulière du réseau Les cars du Rhône desservant trois points d'arrêts (Le Fayet, stade et place de la Mairie), la ligne   à destination de Vénissieux Parilly passant par la gare SNCF en correspondance avec le réseau TCL via le centre de Chaponnay, Marennes et Corbas.

## Urbanisme

### Typologie
Au 1er janvier 2024, Valencin est catégorisée bourg rural, selon la nouvelle grille communale de densité à sept niveaux définie par l'Insee en 2022.
Elle appartient à l'unité urbaine de Saint-Just-Chaleyssin, une agglomération intra-départementale regroupant deux  communes, dont elle est ville-centre,,. Par ailleurs la commune fait partie de l'aire d'attraction de Lyon, dont elle est une commune de la couronne,. Cette aire, qui regroupe 397 communes, est catégorisée dans les aires de 700 000 habitants ou plus (hors Paris),.

### Occupation des sols
L'occupation des sols de la commune, telle qu'elle ressort de la base de données européenne d’occupation biophysique des sols Corine Land Cover (CLC), est marquée par l'importance des territoires agricoles (71,6 % en 2018), en diminution par rapport à 1990 (76,8 %). La répartition détaillée en 2018 est la suivante : 
prairies (31,7 %), zones agricoles hétérogènes (25,2 %), zones urbanisées (17,3 %), terres arables (14,6 %), forêts (11,1 %). L'évolution de l’occupation des sols de la commune et de ses infrastructures peut être observée sur les différentes représentations cartographiques du territoire : la carte de Cassini (XVIIIe siècle), la carte d'état-major (1820-1866) et les cartes ou photos aériennes de l'IGN pour la période actuelle (1950 à aujourd'hui).

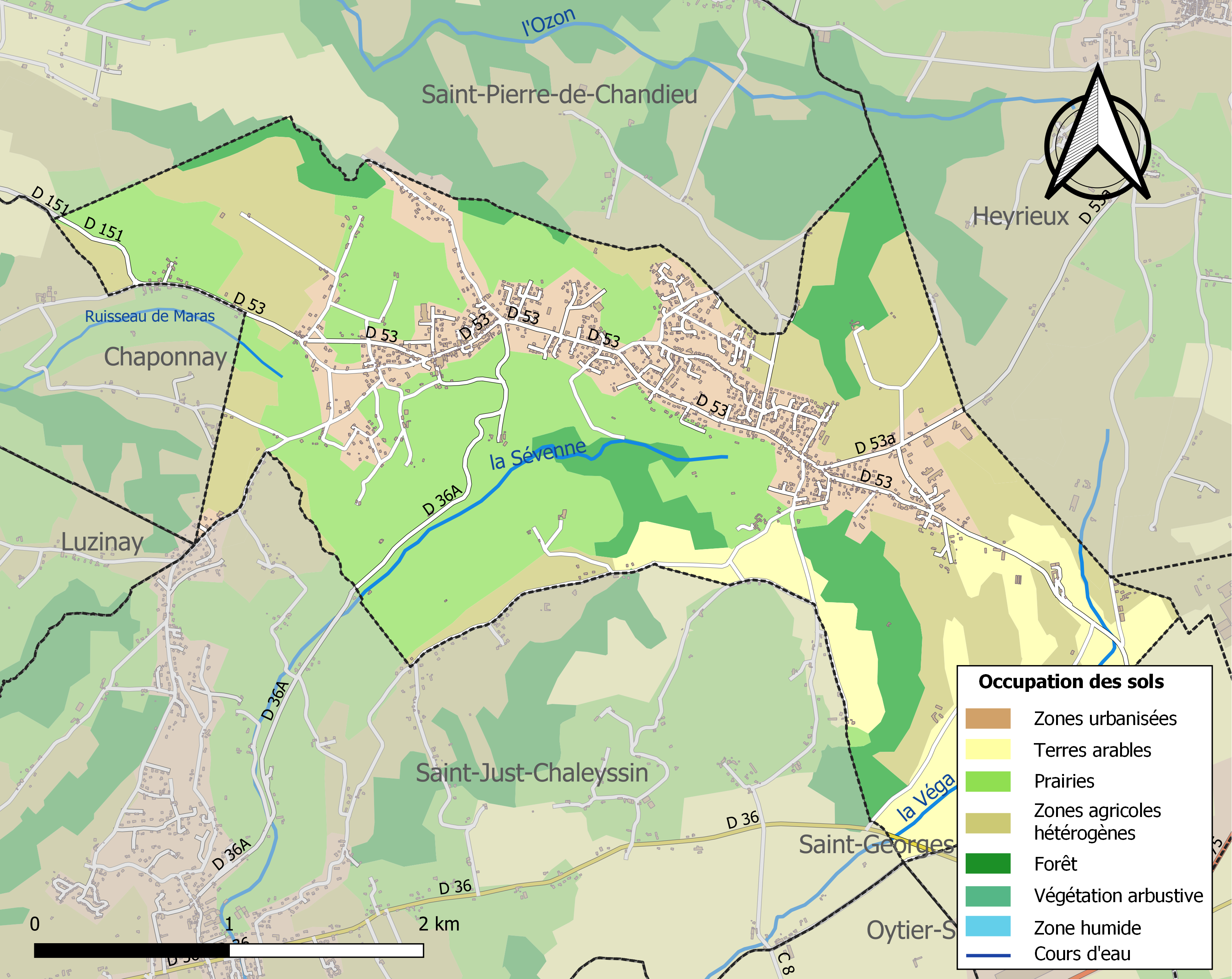
Carte des infrastructures et de l'occupation des sols de la commune en 2018 (CLC).

### Risques naturels et technologiques majeurs

#### Risques sismiques
La totalité du territoire de la commune de Valencin est située en zone de sismicité n°3 (sur une échelle de 1 à 5), comme la plupart des communes de son secteur géographique.
| Type de zone | Niveau            | Définitions (bâtiment à risque normal) |
| ------------ | ----------------- | -------------------------------------- |
| Zone 3       | Sismicité modérée | accélération = 1,1 m/s2                |

## Histoire

### Préhistoire
Les premiers hommes sont apparus sur le site de Valencin dès le Néolithique (6000-2200 av. J.-C.). En 2007, différents outils préhistoriques ont été mis au jour au sud de la commune près de la rivière de Césarges.

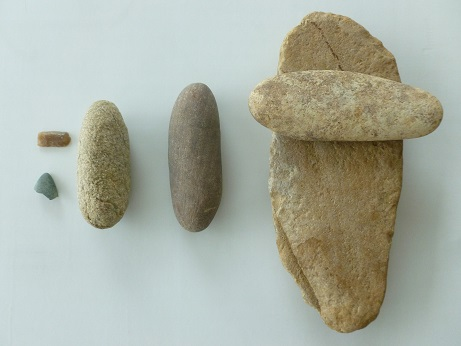
Outils néolithiques trouvés sur la commune : meule à grains, pilons, demi racloir en silex, arrière de hache polie.

### Antiquité et Moyen Âge
On peut considérer que Valencin était à l'origine une villa gallo-romaine[réf. nécessaire] (vaste domaine (ou exploitation agricole) qui était dirigée par un maître, avec sous son autorité un certain nombre de serviteurs).
Certains historiens[Lesquels ?] ont essayé de trouver l'origine du nom de Valencin. La date la plus ancienne retrouvée qui mentionne Valencin est un acte de 954 sous la forme de Valenciano. Au Moyen Âge, la voie qui traversait Valencin était un chemin de pèlerinage de Vienne à Saint-Claude.

#### Les Hospitaliers
Les Hospitaliers de l'ordre de Saint-Jean de Jérusalem par leur présence à Bellecombe reflètent l'aspect dominant de l'histoire du village,. Leur commanderie faisait partie du grand prieuré d'Auvergne et possédait pas moins de 5 membres et autres annexes avant la Révolution française.

### Epoque moderne
Avant la Révolution, le canton n'existait pas et le village souvent cité dans les textes de l'époque comme « l'écart de Valencin »[réf. nécessaire], était rattaché au mandement de Saint-Georges-d'Espéranche depuis l'arrivée des comtes de Savoie. La paroisse de Valencin était membre de la commanderie de Bellecombe, elle-même dépendante « en fief et en terre de Saint-Georges-d'Espéranche », le commandeur de Bellecombe étant alors coseigneur de Valencin.
La plaine de Lafayette était autrefois[Quand ?] « plaine de Chanoz », en raison de la forêt du même nom. La légende veut que le nom de Lafayette ne vienne pas du mot Fayard, nom commun qui désigne le hêtre, mais d'un personnage, le général Gilbert du Motier de La Fayette. L'ancien volontaire qui était parti combattre aux Amériques aux côtés de Washington en 1776, venait de Bourgoin. En 1829 en son honneur fut organisé un banquet de 1 500 personnes en plein air et en souvenir, l'auberge qui fut construite à proximité de ce lieu historique prit le nom d'auberge de la Fayette.

## Politique et administration

### Liste des maires
| Période | Période  | Identité                 | Étiquette | Qualité      |
| ------- | -------- | ------------------------ | --------- | ------------ |
| 1965    | 1989     | Raymond Faure            |           | Entrepreneur |
| 1989    | 1989     | Georges Viallon          |           |              |
| 1989    | 1991     | Roger Gilbert            |           |              |
| 1991    | 1991     | Jacques Duvaud           |           |              |
| 1991    | 1995     | Gérard Jannaire          |           |              |
| 1995    | 2008     | Marie-Thérèse Chuzeville |           |              |
| 2008    | 2014     | Philippe Portal          | DVD       |              |
| 2014    | 2020     | Robert Pariset           | SE        | Retraité     |
| 2020    | En cours | Bernard Jullien          | SE        | Retraité     |

## Population et société

### Démographie
L'évolution du nombre d'habitants est connue à travers les recensements de la population effectués dans la commune depuis 1793. Pour les communes de moins de 10 000 habitants, une enquête de recensement portant sur toute la population est réalisée tous les cinq ans, les populations de référence des années intermédiaires étant quant à elles estimées par interpolation ou extrapolation. Pour la commune, le premier recensement exhaustif entrant dans le cadre du nouveau dispositif a été réalisé en 2006.

En 2022, la commune comptait 2 897 habitants, en évolution de +5,31 % par rapport à 2016 (Isère : +3,07 %, France hors Mayotte : +2,11 %).
| 1793 | 1800 | 1806 | 1821 | 1831 | 1836 | 1841 | 1846 | 1851 |
| ---- | ---- | ---- | ---- | ---- | ---- | ---- | ---- | ---- |
| 595  | 627  | 573  | 721  | 749  | 789  | 810  | 835  | 814  |

| 1856 | 1861 | 1866 | 1872 | 1876 | 1881 | 1886 | 1891 | 1896 |
| ---- | ---- | ---- | ---- | ---- | ---- | ---- | ---- | ---- |
| 790  | 774  | 768  | 757  | 674  | 644  | 646  | 630  | 652  |

| 1901 | 1906 | 1911 | 1921 | 1926 | 1931 | 1936 | 1946 | 1954 |
| ---- | ---- | ---- | ---- | ---- | ---- | ---- | ---- | ---- |
| 648  | 655  | 651  | 588  | 599  | 578  | 554  | 549  | 575  |

| 1962 | 1968 | 1975 | 1982 | 1990  | 1999  | 2006  | 2011  | 2016  |
| ---- | ---- | ---- | ---- | ----- | ----- | ----- | ----- | ----- |
| 602  | 575  | 721  | 972  | 1 763 | 2 073 | 2 418 | 2 541 | 2 751 |

| 2021  | 2022  | - | - | - | - | - | - | - |
| ----- | ----- | - | - | - | - | - | - | - |
| 2 891 | 2 897 | - | - | - | - | - | - | - |

### Enseignement
Rattachée à l'académie de Grenoble, la commune compte deux établissements scolaires : l'école maternelle Marie Curie et l'école élémentaire Jean-Moulin.

### Médias
Historiquement, le quotidien à grand tirage Le Dauphiné libéré consacre, chaque jour, y compris le dimanche, dans son édition du Nord-Isère (édition de Vienne), un ou plusieurs articles à l'actualité du canton et quelquefois de la commune, ainsi que des informations sur les éventuelles manifestations locales, les travaux routiers, et autres événements divers à caractère local.
La commune est située sur l'aire de diffusion de radio Ici Isère, une radio publique qui émet sur tout le territoire du département de l'Isère.

### Cultes
La communauté catholique et l'église de Valencin (propriété de la commune) sont rattachées à la paroisse Saint Hugues de Bonnevaux qui comprend 20 autres communes du Nord-Isère et elle même rattachée au diocèse de Grenoble.

## Culture et patrimoine

### Lieux et monuments

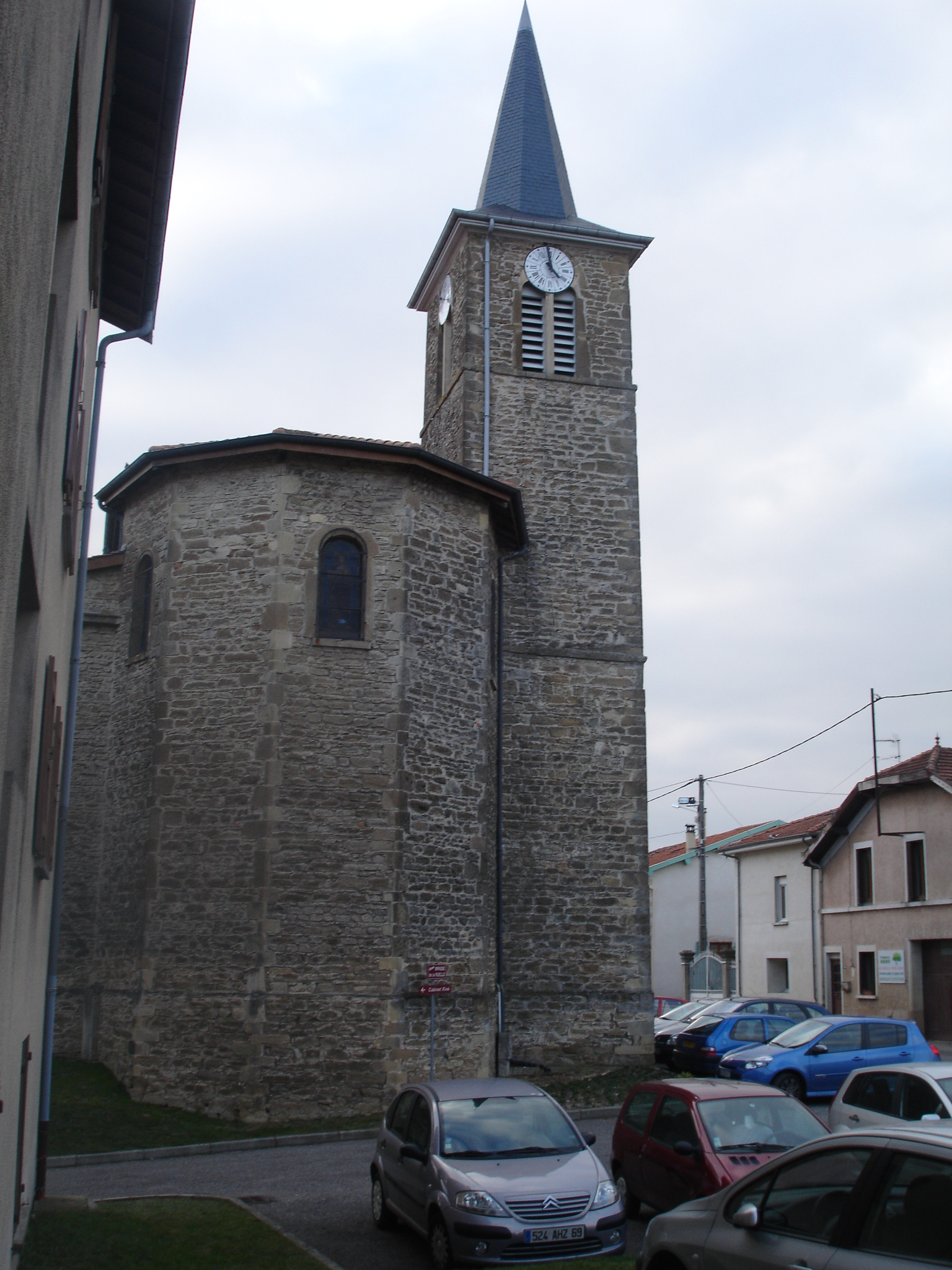
L'église.

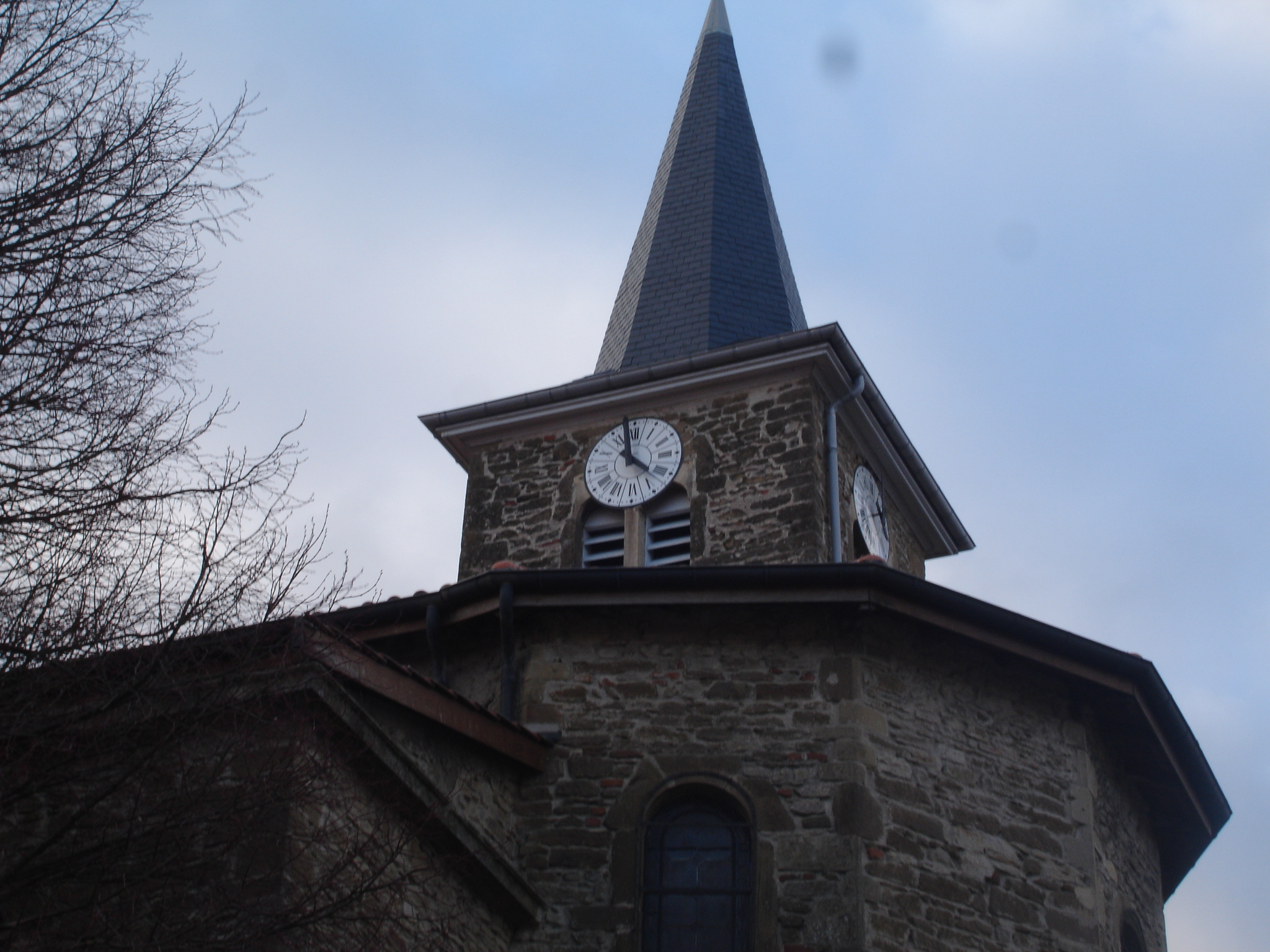
Le clocher.

- Chapelle Saint-Hugues de Bellecombe (ruines)[Note 6], ancienne commanderie de l'ordre de Saint-Jean de Jérusalem et du grand prieuré d'Auvergne
- Église Saint-Vincent de Valencin

### Héraldique
| Blason | Blasonnement : Parti : au premier d'or au dauphin d'azur, crêté, barbé, loré, peautré et oreillé de gueules ; au deuxième mi-coupé : de gueules à une croix de Malte d'argent, d'azur à deux jumelles ondées d'argent. |